# BSV Stahl Brandeburgo 1991-1992
Questa voce raccoglie le informazioni riguardanti il BSV Stahl Brandeburgo nelle competizioni ufficiali della stagione 1991-1992.

## Stagione
Nella stagione 1991-1992 il Stahl Brandeburgo, allenato da Eckhard Düwiger, Dirk Karkuth e Günter Reinke, concluse il campionato di 2. Bundesliga al 11º posto. In Coppa di Germania il Stahl Brandeburgo fu eliminato ai Primo turno dal Greifswalder.

## Rosa
| N. |                     | Ruolo | Calciatore        |
| -- | ------------------- | ----- | ----------------- |
|    | Germania (bandiera) | P     | Hendrik Fichtenau |
|    | Russia (bandiera)   | P     | Sergei Pavlov     |
|    | Russia (bandiera)   | P     | Sergey Pavlov     |
|    | Germania (bandiera) | P     | Wolfgang Wiesner  |
|    | Germania (bandiera) | P     | Detlef Zimmer     |
|    | Germania (bandiera) | D     | Christian Beeck   |
|    | Germania (bandiera) | D     | Dietmar Bletsch   |
|    | Germania (bandiera) | D     | Sylvio Demuth     |
|    | Germania (bandiera) | D     | Helmut Gabriel    |
|    | Germania (bandiera) | D     | Mathias Morack    |
|    | Ucraina (bandiera)  | D     | Sergiy Puchkov    |
|    | Germania (bandiera) | D     | Christoph Ringk   |
|    | Germania (bandiera) | D     | Peter Ritter      |

| N. |                     | Ruolo | Calciatore            |
| -- | ------------------- | ----- | --------------------- |
|    | Germania (bandiera) | D     | Falk Zschiedrich      |
|    | Russia (bandiera)   | C     | Has-Magomet Gilagayev |
|    | Germania (bandiera) | C     | Thomas Grether        |
|    | Germania (bandiera) | C     | Eberhard Janotta      |
|    | Germania (bandiera) | C     | Michael Kaiser        |
|    | Germania (bandiera) | C     | Andreas Lindner       |
|    | Germania (bandiera) | C     | Guido Naumann         |
|    | Germania (bandiera) | C     | Olaf Rose             |
|    | Germania (bandiera) | C     | Jan Voß               |
|    | Germania (bandiera) | A     | Detlef Irrgang        |
|    | Ungheria (bandiera) | A     | Róbert Jován          |
|    | Germania (bandiera) | A     | Roy Präger            |
|    | Germania (bandiera) | A     | Michael Steffen       |

## Organigramma societario
Area tecnica
- Allenatore: Eckhard Düwiger
- Allenatore in seconda:
- Preparatore dei portieri:
- Preparatori atletici:

## Calciomercato

### Sessione estiva
| Acquisti | Acquisti         | Acquisti               | Acquisti |
| R.       | Nome             | da                     | Modalità |
| -------- | ---------------- | ---------------------- | -------- |
| D        | Sergiy Puchkov   | Metalurh Zaporižžja    |          |
| D        | Christian Beeck  | FC 98 Hennigsdorf      |          |
| C        | Thomas Grether   | Union Berlino          |          |
| A        | Detlef Irrgang   | Energie Cottbus        |          |
| C        | Michael Kaiser   | Waldhof Mannheim       |          |
| D        | Mathias Morack   | Union Berlino          |          |
| D        | Peter Ritter     | Fortuna Colonia        |          |
| C        | Olaf Rose        | Eintracht Braunschweig |          |
| A        | Michael Steffen  | Blau-Weiß Berlin       |          |
| P        | Wolfgang Wiesner | Rot-Weiss Essen        |          |

| Cessioni | Cessioni       | Cessioni               | Cessioni |
| R.       | Nome           | a                      | Modalità |
| -------- | -------------- | ---------------------- | -------- |
| A        | Jörg Blüthmann | Reinickendorfer Füchse |          |
| C        | Steffen Freund | Schalke 04             |          |
| C        | Roland Gumtz   | FC 98 Hennigsdorf      |          |
| C        | Timo Lange     | Hallescher             |          |
| C        | Jens Pfahl     | Fortuna Colonia        |          |
| C        | Uwe Schulz     | Rot-Weiß Erfurt        |          |
| A        | Andreas Vogler | Caracas                |          |

### Sessione invernale
| Acquisti | Acquisti      | Acquisti      | Acquisti |
| R.       | Nome          | da            | Modalità |
| -------- | ------------- | ------------- | -------- |
| A        | Róbert Jován  | MTK Budapest  |          |
| P        | Sergei Pavlov | Akhmat Grozny |          |

| Cessioni | Cessioni | Cessioni | Cessioni |
| R.       | Nome     | a        | Modalità |
| -------- | -------- | -------- | -------- |

## Risultati

### 2. Bundesliga

#### Girone di andata
| Arbitro: | Strampe |

|  |           |            |
|  | Marcatori | 58’ Basler |

| Arbitro: | Pohlmann |

|                            |           |             |
| Gemein 36’, 73’ Callea 47’ | Marcatori | 85’ Janotta |

| Arbitro: | Frey |

|                                    |           |                        |
| Strogies 70’ Aden 72’ Bjelanov 77’ | Marcatori | 28’ Präger 82’ Grether |

| Arbitro: | Lehnardt |

|             |           |  |
| Janotta 56’ | Marcatori |  |

| Arbitro: | Mölm |

|                         |           |                                              |
| Britz 29’ Schneider 72’ | Marcatori | 58’ Zschiedrich 65’, 80’ Bletsch 90’ Grether |

| Arbitro: | Kiefer |

|                               |           |  |
| Beeck 23’ Voß 55’ Grether 70’ | Marcatori |  |

| Arbitro: | Kemmling |

|                       |           |             |
| Laeßig 21’ Sassen 78’ | Marcatori | 22’ Lindner |

| Arbitro: | Boos |

|                                          |           |  |
| Janotta 14’, 34’ (rig.) Grether 46’, 51’ | Marcatori |  |

| Arbitro: | Leimert |

|           |           |             |
| Klaus 40’ | Marcatori | 49’ Janotta |

| Arbitro: | Gläser |

|             |           |  |
| Naumann 75’ | Marcatori |  |

| Arbitro: | Fleischer |

|                                 |           |                    |
| Niebel 56’ Jambo 62’ Drabow 83’ | Marcatori | 24’ (rig.) Janotta |

#### Girone di ritorno
| Arbitro: | Domurat |

|                                  |           |  |
| Lünsmann 35’ Rath 53’ Basler 64’ | Marcatori |  |

| Arbitro: | Haupt |

|                 |           |                             |
| Zschiedrich 42’ | Marcatori | 71’ Kröning 75’, 88’ Gemein |

| Arbitro: | Bußhardt |

|                     |           |                                                    |
| Metschies 2’ (aut.) | Marcatori | 7’ Holze 11’ Bjelanov 23’ Aden 36’ (rig.) Mahjoubi |

| Oldenburg 26 ottobre 1991, ore 15:00 CET 15ª giornata | Oldenburg | 0 – 0 referto | Stahl Brandeburgo | Marschweg-Stadion (6 000 spett.)\| Arbitro: \| Kuhne \| |
| Arbitro:                                              | Kuhne     |               |                   |                                                         |

| Arbitro: | Kasper |

|                        |           |  |
| Irrgang 72’ Präger 73’ | Marcatori |  |

| Arbitro: | Kentsch |

|            |           |  |
| Jursch 23’ | Marcatori |  |

| Arbitro: | Schulz |

|  |           |                               |
|  | Marcatori | 21’ Walz 80’ Holzer 82’ Adler |

| Arbitro: | Kiefer |

|                      |           |                  |
| Gronau 44’ Manzi 77’ | Marcatori | 33’, 56’ Grether |

| Arbitro: | Schmidhuber |

|         |           |                   |
| Voß 84’ | Marcatori | 10’, 58’ Golombek |

| Arbitro: | Rubel |

|           |           |             |
| Menke 51’ | Marcatori | 67’ Lindner |

| Arbitro: | Blüthgen |

|             |           |                                    |
| Janotta 18’ | Marcatori | 13’ Löbmann 28’ Küttner 55’ Deffke |

### 2. Bundesliga

#### Girone di andata
| Arbitro: | Malbranc |

|                           |           |                           |
| Zschiedrich 18’ Jován 80’ | Marcatori | 23’ Schlumberger 58’ Rank |

| Arbitro: | Wippermann |

|                                      |           |                         |
| Marquardt 67’ Balzis 81’ Bulanov 82’ | Marcatori | 34’ Grether 60’ Irrgang |

| Arbitro: | Osmers |

|  |           |                              |
|  | Marcatori | 60’, 84’ Brandts 89’ Röhrich |

| Arbitro: | Funken |

|                                          |           |             |
| Holze 16’ Bjelanov 26’ (rig.) Probst 40’ | Marcatori | 81’ Bletsch |

| Arbitro: | Kemmling |

|            |           |             |
| Präger 10’ | Marcatori | 74’ Pröpper |

| Arbitro: | Richmann |

|                        |           |  |
| Drabow 36’ Küttner 82’ | Marcatori |  |

| Brandeburgo sulla Havel 25 aprile 1992, ore 15:00 CEST 29ª giornata | Stahl Brandeburgo | 0 – 0 referto | Osnabrück | Stadion der Stahlwerker (1 000 spett.)\| Arbitro: \| Birlenbach \| |
| Arbitro:                                                            | Birlenbach        |               |           |                                                                    |

| Arbitro: | Lehnardt |

|                       |           |             |
| Lottner 22’ Azima 62’ | Marcatori | 48’ Janotta |

| Arbitro: | Müller |

|             |           |  |
| Naumann 72’ | Marcatori |  |

| Arbitro: | Richmann |

|  |           |             |
|  | Marcatori | 15’ Janotta |

### Coppa di Germania
| Arbitro: | Schulz |

|                           |                      |                         |
| Wriedt 57’ Bullerjahn 62’ | Marcatori            | 22’ Grether 36’ Bletsch |
|                           | Tiri di rigore 3 – 1 |                         |

## Statistiche

### Statistiche di squadra
| Competizione      | Punti | In casa | In casa | In casa | In casa | In casa | In casa | In trasferta | In trasferta | In trasferta | In trasferta | In trasferta | In trasferta | Totale | Totale | Totale | Totale | Totale | Totale | DR  |
| Competizione      | Punti | G       | V       | N       | P       | Gf      | Gs      | G            | V            | N            | P            | Gf           | Gs           | G      | V      | N      | P      | Gf     | Gs     | DR  |
| ----------------- | ----- | ------- | ------- | ------- | ------- | ------- | ------- | ------------ | ------------ | ------------ | ------------ | ------------ | ------------ | ------ | ------ | ------ | ------ | ------ | ------ | --- |
| 2. Bundesliga     | 16    | 11      | 5       | 0       | 6       | 15      | 16      | 11           | 1            | 4            | 6            | 13           | 21           | 22     | 6      | 4      | 12     | 28     | 37     | -9  |
| 2. Bundesliga     | -     | 5       | 1       | 3       | 1       | 4       | 6       | 5            | 1            | 0            | 4            | 5            | 10           | 10     | 2      | 3      | 5      | 9      | 16     | -7  |
| Coppa di Germania | -     | 0       | 0       | 0       | 0       | 0       | 0       | 1            | 0            | 1            | 0            | 2            | 2            | 1      | 0      | 1      | 0      | 2      | 2      | 0   |
| Totale            | 16    | 16      | 6       | 3       | 7       | 19      | 22      | 17           | 2            | 5            | 10           | 20           | 33           | 33     | 8      | 8      | 17     | 39     | 55     | -16 |

### Andamento in campionato
| Giornata  | 1  | 2  | 3  | 4  | 5 | 6 | 7 | 8 | 9 | 10 | 11 | 12 | 13 | 14 | 15 | 16 | 17 | 18 | 19 | 20 | 21 | 22 |
| --------- | -- | -- | -- | -- | - | - | - | - | - | -- | -- | -- | -- | -- | -- | -- | -- | -- | -- | -- | -- | -- |
| Luogo     | C  | T  | T  | C  | T | C | T | C | T | C  | T  | T  | C  | C  | T  | C  | T  | C  | T  | C  | T  | C  |
| Risultato | P  | P  | P  | V  | V | V | P | V | N | V  | P  | P  | P  | P  | N  | V  | P  | P  | N  | P  | N  | P  |
| Posizione | 10 | 12 | 12 | 10 | 7 | 4 | 7 | 7 | 7 | 6  | 7  | 8  | 9  | 10 | 10 | 8  | 9  | 11 | 11 | 11 | 11 | 11 |

Legenda:

Luogo: C = Casa; T = Trasferta. Risultato: V = Vittoria; N = Pareggio; P = Sconfitta.

### Statistiche dei giocatori
| Giocatore      | 2. Bundesliga | 2. Bundesliga | 2. Bundesliga | 2. Bundesliga | Coppa di Germania | Coppa di Germania | Coppa di Germania | Coppa di Germania | Totale   | Totale | Totale      | Totale     |
| Giocatore      | Presenze      | Reti          | Ammonizioni   | Espulsioni    | Presenze          | Reti              | Ammonizioni       | Espulsioni        | Presenze | Reti   | Ammonizioni | Espulsioni |
| -------------- | ------------- | ------------- | ------------- | ------------- | ----------------- | ----------------- | ----------------- | ----------------- | -------- | ------ | ----------- | ---------- |
| C. Beeck       | 19            | 1             | 7             | 1             | 0                 | 0                 | 0                 | 0                 | 19       | 1      | 7           | 1          |
| D. Bletsch     | 18            | 2             | 1             | 0             | 1                 | 1                 | 0                 | 0                 | 19       | 3      | 1           | 0          |
| S. Demuth      | 16            | 0             | 2             | 0             | 1                 | 0                 | 0                 | 0                 | 17       | 0      | 2           | 0          |
| H. Fichtenau   | 0             | 0             | 0             | 0             | 0                 | 0                 | 0                 | 0                 | 0        | 0      | 0           | 0          |
| H. Gabriel     | 7             | 0             | 1             | 0             | 0                 | 0                 | 0                 | 0                 | 7        | 0      | 1           | 0          |
| H. Gilagayev   | 1             | 0             | 0             | 0             | 0                 | 0                 | 0                 | 0                 | 1        | 0      | 0           | 0          |
| T. Grether     | 21            | 7             | 1             | 0             | 1                 | 1                 | 0                 | 0                 | 22       | 8      | 1           | 0          |
| D. Irrgang     | 10            | 1             | 0             | 0             | 0                 | 0                 | 0                 | 0                 | 10       | 1      | 0           | 0          |
| E. Janotta     | 22            | 7             | 9             | 1             | 1                 | 0                 | 0                 | 0                 | 23       | 7      | 9           | 1          |
| R. Jován       | 2             | 1             | 0             | 0             | 0                 | 0                 | 0                 | 0                 | 2        | 1      | 0           | 0          |
| M. Kaiser      | 20            | 0             | 7             | 0             | 1                 | 0                 | 0                 | 0                 | 21       | 0      | 7           | 0          |
| A. Lindner     | 22            | 2             | 4             | 0             | 1                 | 0                 | 1                 | 0                 | 23       | 2      | 5           | 0          |
| M. Morack      | 8             | 0             | 0             | 0             | 1                 | 0                 | 0                 | 0                 | 9        | 0      | 0           | 0          |
| G. Naumann     | 11            | 1             | 1             | 0             | 0                 | 0                 | 0                 | 0                 | 11       | 1      | 1           | 0          |
| S. Pavlov      | 0             | 0             | 0             | 0             | 0                 | 0                 | 0                 | 0                 | 0        | 0      | 0           | 0          |
| S. Pavlov      | 3             | 0             | 0             | 0             | 0                 | 0                 | 0                 | 0                 | 3        | 0      | 0           | 0          |
| R. Präger      | 22            | 2             | 1             | 0             | 1                 | 0                 | 1                 | 0                 | 23       | 2      | 2           | 0          |
| S. Puchkov     | 3             | 0             | 0             | 0             | 0                 | 0                 | 0                 | 0                 | 3        | 0      | 0           | 0          |
| C. Ringk       | 2             | 0             | 1             | 0             | 0                 | 0                 | 0                 | 0                 | 2        | 0      | 1           | 0          |
| P. Ritter      | 11            | 0             | 1             | 0             | 1                 | 0                 | 0                 | 0                 | 12       | 0      | 1           | 0          |
| O. Rose        | 10            | 0             | 0             | 0             | 1                 | 0                 | 0                 | 0                 | 11       | 0      | 0           | 0          |
| M. Steffen     | 7             | 0             | 1             | 1             | 0                 | 0                 | 0                 | 0                 | 7        | 0      | 1           | 1          |
| J. Voß         | 15            | 2             | 0             | 1             | 1                 | 0                 | 0                 | 1                 | 16       | 2      | 0           | 2          |
| W. Wiesner     | 11            | 0             | 0             | 1             | 1                 | 0                 | 0                 | 0                 | 12       | 0      | 0           | 1          |
| D. Zimmer      | 12            | 0             | 0             | 0             | 0                 | 0                 | 0                 | 0                 | 12       | 0      | 0           | 0          |
| F. Zschiedrich | 17            | 2             | 5             | 1             | 1                 | 0                 | 0                 | 0                 | 18       | 2      | 5           | 1          |